# Artiste du peuple de la fédération de Russie
Le titre d’artiste du peuple de la fédération de Russie est le plus haut titre honorifique de la fédération de Russie pour les réalisations exceptionnelles dans le domaine du théâtre, de la musique, du cirque, du vaudeville et du cinéma.
Le titre existe officiellement depuis décembre 1995 et remplace le titre d'artiste du peuple de l'URSS disparu en 1991. Il avait néanmoins été attribué pour la première fois en 1992.